# Pellegrin (fleuve)
Le Pellegrin est un ruisseau et un petit fleuve côtier français qui coule dans le département du Var, en région Provence-Alpes-Côte d'Azur. Il prend sa source dans le massif des Maures, et se jette dans la Mer Méditerranée.

## Géographie

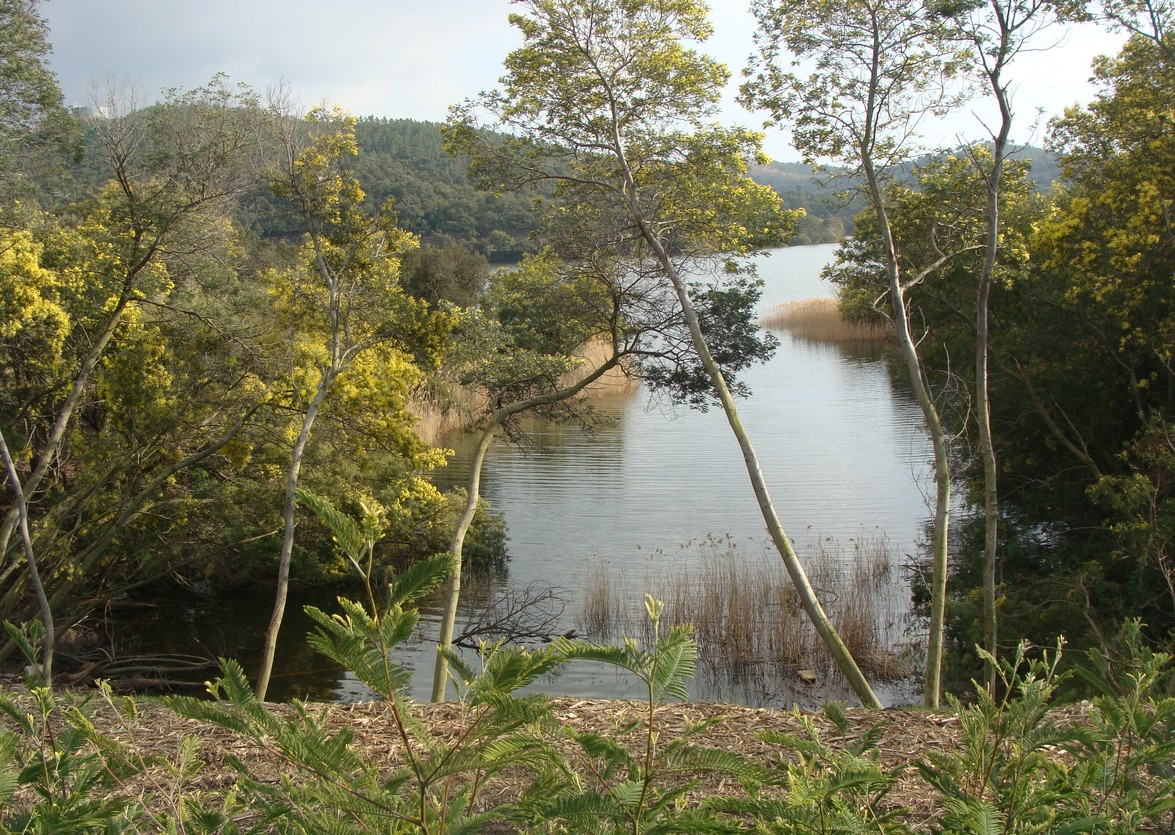
La retenue du Trapan aperçue entre les mimosas en fleurs qui la bordent côté nord

Les sources du ruisseau se trouvent à 180 mètres d’altitude dans le massif des Maures au lieu-dit « le Trapan » (commune de Bormes-les-Mimosas). 
De 5,5 km de longueur, il s’oriente dans la direction nord-sud jusqu’à la retenue du barrage du Trapan (55 m d'altitude) qu’il alimente43° 08′ 30″ N, 6° 17′ 32″ E. 
Il continue ensuite dans la direction sud sud-est jusqu’à la mer Méditerranée au niveau de la plage du Pellegrin, à 5 km au nord-ouest du Fort de Brégançon et du Cap de Brégançon, en faisant la limite communale entre les deux communes de la Londe-les-Maures et Bormes-le-Mimosas. 

### Communes et cantons traversées

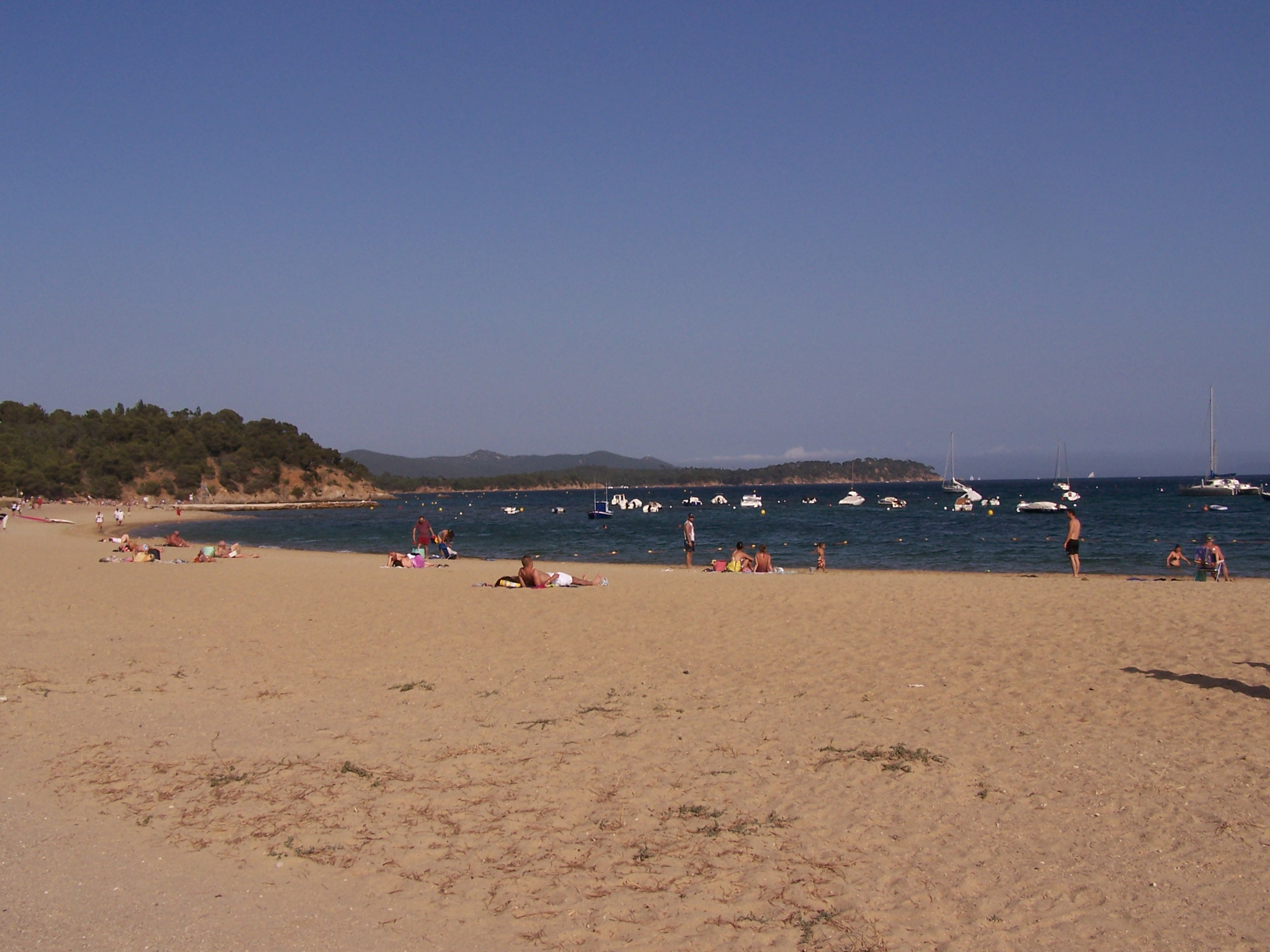
Plage de l'Argentière (le Pellegrin se trouve derrière le premier cap)

Dans le seul département du Var le ruisseau du Pellegrin traverse deux communes et deux cantons :
- dans le sens amont vers aval : Bormes-les-Mimosas (source), La Londe-les-Maures (embouchure)

Soit en termes de cantons, le Pellegrin prend source dans le canton de Collobrières et a son embouchure dans le canton de La Crau, le tout dans l'arrondissement de Toulon.

### Bassin versant
Le ruisseau du Pellegrin traverse une seule zone hydrographique « Côtiers du Gapeau au cap Bénat ».

### Organisme gestionnaire
La SCP ou Société du Canal de Provence administre la retenue du Trapan

## Affluent
Le Pellegrin n'a pas d'affluent référencé. Géoportail voit pourtant plusieurs ruisseaux affluents.

### Rang de Strahler
Son rang de Strahler du Pellegrin est donc de un ou deux.

## Hydrologie
Son régime hydrologique est dit pluvial méridional.

## Aménagements et Écologie
La route départementale 98 traverse le Pellegrin en partie haute à environ 65 m d'altitude, près des lieux-dits la halte de la Verrerie et du Pas de Courtin. Une usine de traitement des eaux est implantée près du barrage.